# Vláda Maria Draghiho
Vláda Maria Draghiho byla jakožto 67. vláda Itálie jmenována 13. února 2021, zakládající se na široké podpoře politického spektra. Byla sestavena po pádu předchozí koalice populistického Hnutí pěti hvězd, středolevé Demokratické strany, sociálně liberální strany Italia Viva a levicové aliance Svobodní a rovní. Stávající strany v ní doplnila pravicově populistická Liga severu a liberálně konzervativní Forza Italia.
14. července 2022 populistické Hnutí pěti hvězd ukončilo podporu vlády kvůli dekretu týkajícímu se ekonomické pomoci během energetické krize. Ve stejný den oznámil premier Maria Draghi svou rezignaci. Jeho rezignace byla odmítnuta prezidentem Sergiem Mattarellou, který premiéra pověřil, aby vystoupil v parlamentu a zjistil možnost pokračování vlády. Po Draghiho projevu v Senátu následovalo hlasování o důvěře, ve kterém ale vládu nepodpořilo nejen Hnutí pěti hvězd, ale i pravicová Liga a Forza Italia. Draghi den poté, 21. června, rezignoval. Prezident Mattarella následně rozpustil parlament a vypsal předčasné volby na 25. září 2022. Draghiho vláda zůstala v úřadu jako přechodný kabinet. Dne 22. října 2022 byla vláda nahrazena vládou Giorgie Meloniové.

## Vládní strany
Uskupení Společně pro budoucnost bylo vládní stranou od června 2022, kdy jeho zakladatel a ministr zahraničí Luigi Di Maio opustil Hnutí pěti hvězd. Strana Akce byla ve vládě zastoupena od července 2022, kdy Mariastella Gelmini opustila stranu Forza Italia. Forza Italia ztratila 26. července 2022 zastoupení v kabinetu, když ji opustili všichni její ministři.
| Strana | Strana                  | Ideologie                | Lídr              |
| ------ | ----------------------- | ------------------------ | ----------------- |
|        | Hnutí pěti hvězd        | Levicový populismus      | Luigi Di Maio     |
|        | Liga severu             | Pravicový populismus     | Matteo Salvini    |
|        | Demokratická strana     | Sociální demokracie      | Enrico Letta      |
|        | Forza Italia            | Liberální konzervatismus | Silvio Berlusconi |
|        | Společně pro budoucnost | Centrismus               | Luigi Di Maio     |
|        | Italia Viva             | Liberalismus             | Matteo Renzi      |
|        | Článek jedna            | Sociální demokracie      | Roberto Speranza  |
|        | Akce                    | Sociální liberalismus    | Carlo Calenda     |

#### Strany zastoupené na podministerských postech
| Strana | Strana             | Ideologie                | Lídr          |
| ------ | ------------------ | ------------------------ | ------------- |
|        | Více Evropy        | Liberalismus             | Emma Bonino   |
|        | My s Itálií        | Liberální konzervatismus | Maurizio Lupi |
|        | Demokratický střed | Centrismus               | Bruno Tabacci |

Každé z těchto uskupení obdrželo po jednom postu tajemníka.

## Poměr sil ve vládě

### Počet ministrů

#### únor 2021 - červen 2022
| - nezávislí | 10 |
| - M5S       | 4  |
| - Liga      | 3  |
| - PD        | 3  |
| - FI        | 3  |
| - IV        | 1  |
| - Art. 1    | 1  |

#### červen - červenec 2022
| - nezávislí | 10 |
| - M5S       | 3  |
| - Liga      | 3  |
| - PD        | 3  |
| - FI        | 3  |
| - IpF       | 1  |
| - IV        | 1  |
| - Art. 1    | 1  |

#### červenec 2022 – říjen 2022
| - nezávislí | 11 |
| - Liga      | 3  |
| - PD        | 3  |
| - M5S       | 2  |
| - Az        | 2  |
| - IpF       | 1  |
| - IV        | 1  |
| - Art. 1    | 1  |

## Seznam členů vlády
| Úřad                                       | člen vlády           | Strana    | nástup do úřadu | odchod z úřadu | Poznámka     |
| ------------------------------------------ | -------------------- | --------- | --------------- | -------------- | ------------ |
| Předseda vlády                             | Mario Draghi         | nezávislý | 13. února 2021  | 22. října 2022 |              |
| Ministr zahraničí                          | Luigi Di Maio        | IpF       | 13. února 2021  | 22. října 2022 |              |
| Ministryně vnitra                          | Luciana Lamorgese    | nezávislá | 13. února 2021  | 22. října 2022 |              |
| Ministryně spravedlnosti                   | Marta Cartabia       | nezávislá | 13. února 2021  | 22. října 2022 |              |
| Ministr obrany                             | Lorenzo Guerini      | PD        | 13. února 2021  | 22. října 2022 |              |
| Ministr financí a hospodářství             | Daniele Franco       | nezávislý | 13. února 2021  | 22. října 2022 |              |
| Ministr hospodářského rozvoje              | Giancarlo Giorgetti  | Liga      | 13. února 2021  | 22. října 2022 |              |
| Ministr zemědělství                        | Stefano Patuanelli   | M5S       | 13. února 2021  | 22. října 2022 |              |
| Ministr pro ekologickou přeměnu            | Roberto Cingolani    | nezávislý | 13. února 2021  | 22. října 2022 |              |
| Ministr infrastruktury a dopravy           | Enrico Giovannini    | nezávislý | 13. února 2021  | 22. října 2022 |              |
| Ministr práce a sociálních věcí            | Andrea Orlando       | PD        | 13. února 2021  | 22. října 2022 |              |
| Ministr veřejného vzdělávání               | Patricio Bianchi     | nezávislý | 13. února 2021  | 22. října 2022 |              |
| Ministryně univerzit a výzkumu             | Maria Cristina Messa | nezávislá | 13. února 2021  | 22. října 2022 |              |
| Ministr kultury                            | Dario Franceschini   | PD        | 13. února 2021  | 22. října 2022 |              |
| Ministr zdravotnictví                      | Roberto Speranza     | Art. 1    | 13. února 2021  | 22. října 2022 |              |
| Ministr turismu                            | Massimo Garavaglia   | Liga      | 13. února 2021  | 22. října 2022 |              |
| Ministr pro parlamentní vztahy             | Federico D'Incà      | nezávislý | 13. února 2021  | 22. října 2022 | bez portfeje |
| Ministr pro veřejnou správu                | Renato Brunetta      | nezávislý | 13. února 2021  | 22. října 2022 | bez portfeje |
| Ministryně pro záležitosti regionů         | Mariastella Gelmini  | Az        | 13. února 2021  | 22. října 2022 | bez portfeje |
| Ministryně pro jih                         | Mara Carfagna        | Az        | 13. února 2021  | 22. října 2022 | bez portfeje |
| Ministryně pro rodinu a rovné příležitosti | Elena Bonetti        | IV        | 13. února 2021  | 22. října 2022 | bez portfeje |
| Ministryně sportu a mládeže                | Fabiana Dadone       | M5S       | 13. února 2021  | 22. října 2022 | bez portfeje |
| Ministr pro technologický rozvoj           | Vittorio Colao       | nezávislý | 13. února 2021  | 22. října 2022 | bez portfeje |
| Ministryně pro invalidy                    | Erika Stefani        | Liga      | 13. února 2021  | 22. října 2022 | bez portfeje |
| Tajemník rady ministrů                     | Roberto Garofoli     | nezávislý | 13. února 2021  | 22. října 2022 | bez portfeje |